# Crescencio I

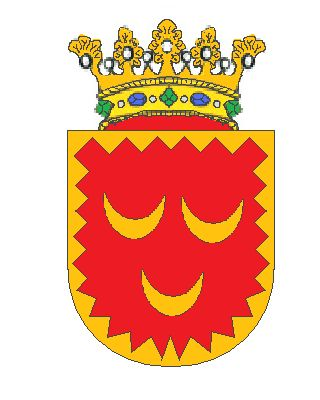
Escudo de la familia Crescenzi.

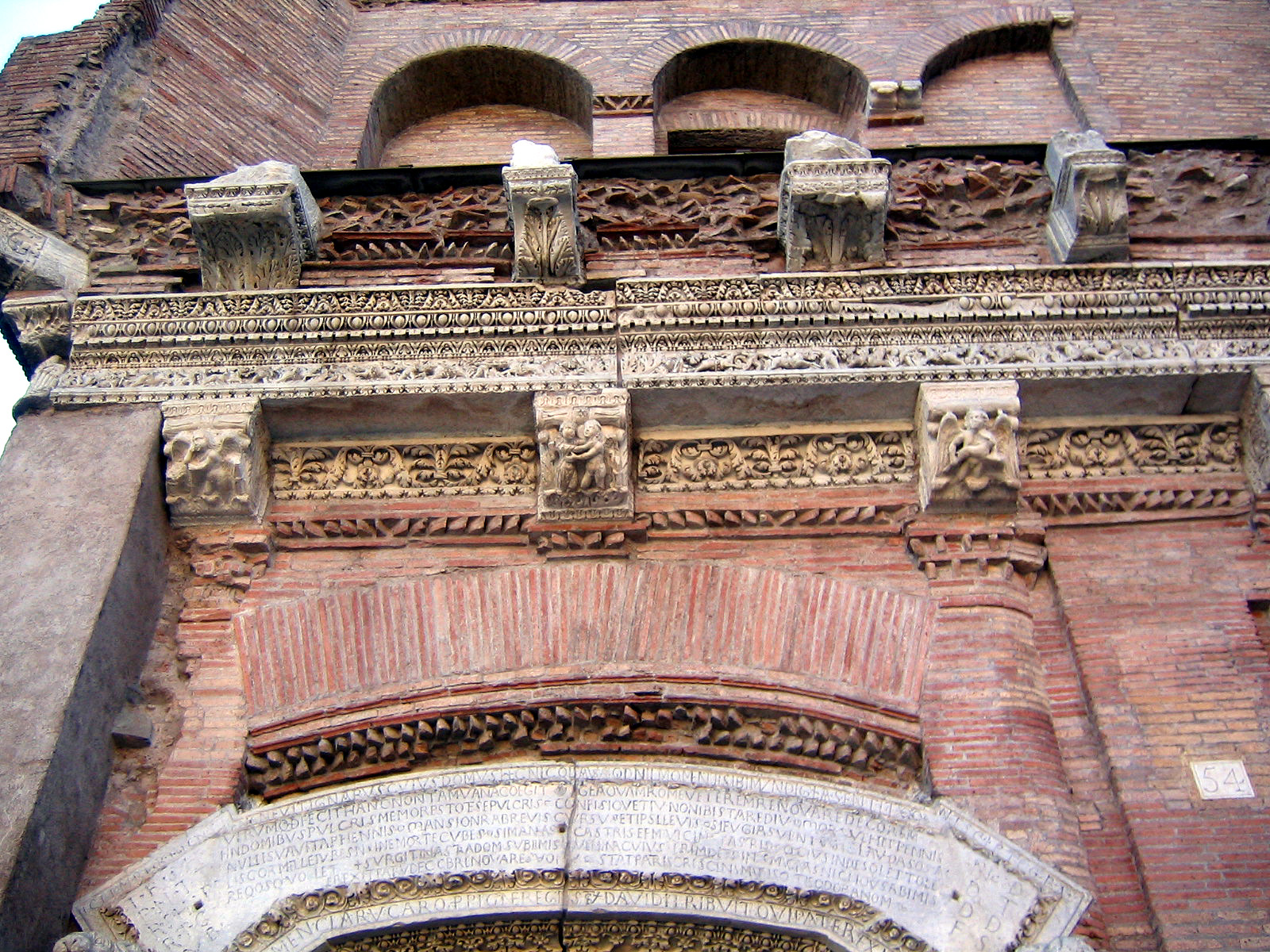
Casa de Crescencio.Roma

Crescencio I (* 920?-† 984), también conocido como Crescencio el Mayor, era hijo de Teodora la Joven y de Juan Crescencio y por tanto sobrino de Marozia. Era miembro de la familia Crescenzi.
Hermano del papa Juan XIII, fue elegido, en 966, prefecto de la ciudad de Roma por el emperador Otón I. En ese momento pertenecía al partido imperial. Sin embargo, a la muerte de su hermano, conspiró contra el nuevo papa, Benedicto VI, que había sido elegido con el apoyo imperial.
La conspiración le llevó a encabezar una rebelión que sentó en el trono papal al antipapa Bonifacio VII, y que culminó con el encarcelamiento y posterior asesinato de Benedicto VI. 
En respuesta a este levantamiento popular, Sicco de Spoleto, el representante imperial en Italia, marcha sobre Roma, y pone en fuga a Bonifacio VII obligando a Crescencio I a desaparecer de la escena pública hasta 984, año en el que reaparece, junto a su hijo Crescencio II, para ser parte activa en la restauración del antipapa Bonifacio.
Falleció en julio de 984.
- Datos: Q320414